# Diego Jara Rodrigues
Diego Jara Rodrigues (født 21. september 1995) er en brasiliansk fodboldspiller, som spiller for den japanske fodboldklub Tokushima Vortis.